# ジャージー伯爵
ジャージー島伯爵（ジャージーとうはくしゃく、英語: Earl of the Island of Jersey、通常はジャージー伯爵（ジャージーはくしゃく、英語: Earl of Jersey）と言及される）は、イングランド貴族の伯爵位。

## 歴史

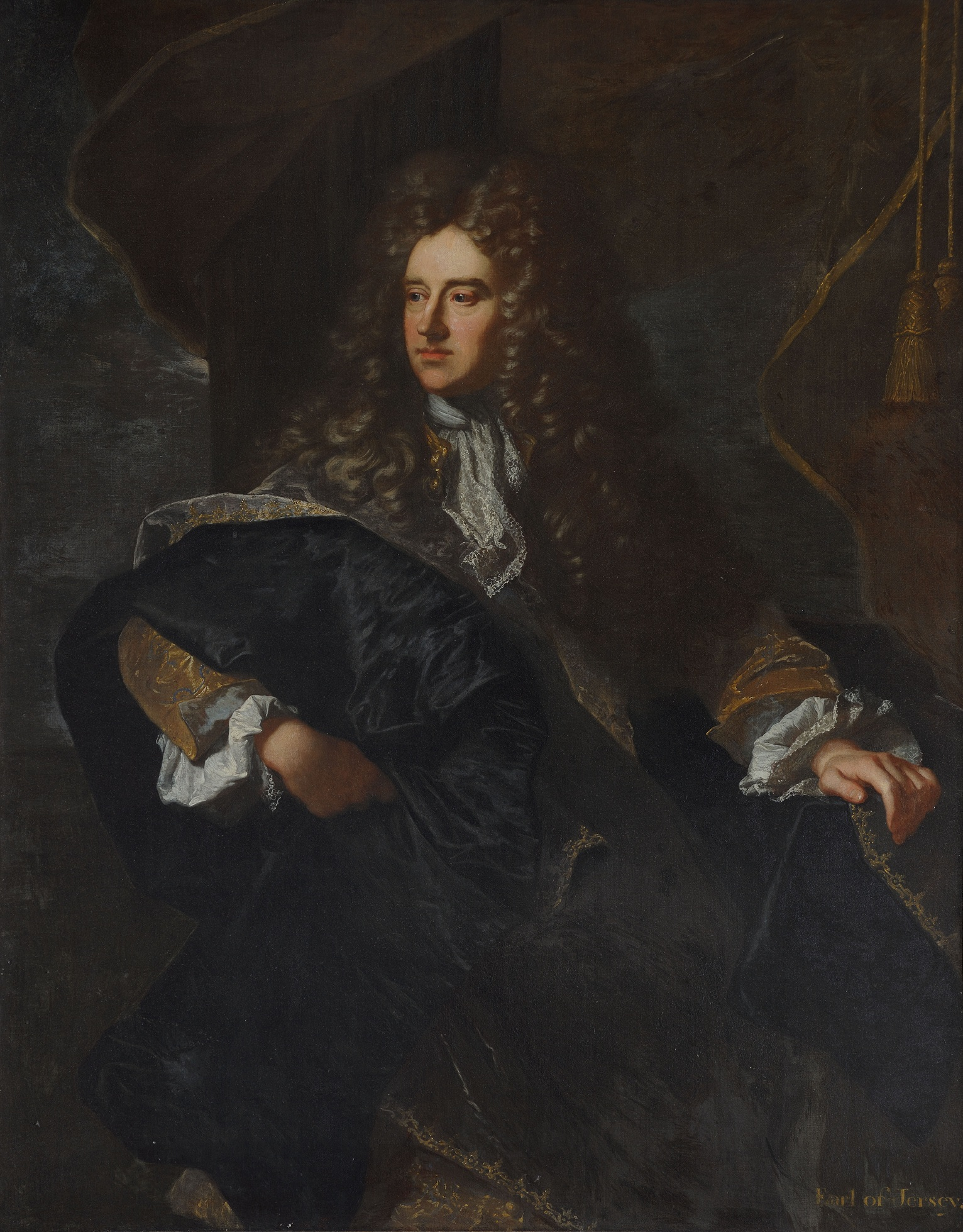
初代ジャージー伯エドワード

初代バッキンガム公爵ジョージ・ヴィリアーズの又甥にあたるトーリー党の政治家エドワード・ヴィリアーズ (1656-1711) は、1691年3月20日にイングランド貴族爵位「ケント州ダートフォードのヴィリアーズ子爵 (Viscount Villiers, of Dartford in the County of Kent)」と「ケント州ホーのヴィリアーズ男爵 (Baron Villiers, of Hoo in the County of Kent 」に叙せられ、ついで1697年10月13日にイングランド貴族「ジャージー島伯爵」に叙せられた。
その孫である第3代伯爵ウィリアム (?-1769) は1766年5月14日に又従兄弟の初代グランディソン伯爵ジョン・ヴィリアーズからアイルランド貴族爵位「リートリム州リムリックのグランディソン子爵 (Viscount Grandison, of Limerick in the County of Leitrim) 」位を継承しており、以降この爵位もジャージー伯爵の従属爵位に加わる。
またその弟であるトマス・ヴィリアーズは1756年6月3日に兄とは別にグレートブリテン貴族ハイド男爵に叙されて貴族院議員となり、ホイッグ党の政治家として閣僚職を歴任し、1776年6月14日にはグレートブリテン貴族クラレンドン伯爵に叙されている。
ジャージー伯爵家の現在の当主は第10代伯爵ジョージ・フランシス・ウィリアム・チャイルド・ヴィリアーズ(1976-)である。

## 現当主の保有爵位
現当主第10代ジャージー伯爵ジョージ・フランシス・ウィリアム・チャイルド・ヴィリアーズは以下の従属爵位を有する。
- 第10代ジャージー島伯爵(10th Earl of the Island of Jersey)
(1697年10月13日の勅許状によるイングランド貴族爵位）
- 第16代グランディソン子爵（英語版）(16th Viscount Grandison)
(1620年1月3日の勅許状によるアイルランド貴族爵位)
- 第10代ケント州ダートフォードのヴィリアーズ男爵(10th Viscount Villiers, of Dartford in the County of Kent)
(1691年3月20日の勅許状によるイングランド貴族爵位)
- 第10代ケント州フーにおけるフーのヴィリアーズ男爵(10th Baron Villiers of Hoo, of Hoo in the County of Kent)
(1691年3月20日の勅許状によるイングランド貴族爵位)

## ジャージー伯爵 (1697年)
- エドワード・ヴィリアーズ (初代ジャージー伯爵) (1656–1711)
- ウィリアム・ヴィリアーズ (第2代ジャージー伯爵) (-1721)
- ウィリアム・ヴィリアーズ (第3代ジャージー伯爵) (-1769)
- ジョージ・ビュシー・ヴィリアーズ (第4代ジャージー伯爵)（英語版） (1735–1805)
- ジョージ・チャイルド・ヴィリアーズ (第5代ジャージー伯爵)（英語版） (1773–1859)
- ジョージ・オーガスタス・フレデリック・チャイルド・ヴィリアーズ (第6代ジャージー伯爵)（英語版） (1808–1859)
- ヴィクター・アルバート・ジョージ・チャイルド・ヴィリアーズ (第7代ジャージー伯爵) (1845–1915)
- ジョージ・ヘンリー・ロバート・チャイルド・ヴィリアーズ (第8代ジャージー伯爵)（英語版） (1873–1923)
- ジョージ・フランシス・チャイルド・ヴィリアーズ (第9代ジャージー伯爵)（英語版） (1910–1998)
- ジョージ・フランシス・ウィリアム・チャイルド・ヴィリアーズ (第10代ジャージー伯爵)（英語版） (1976-)

推定相続人は現当主の長男ヴィリアーズ子爵ジョージ・ヘンリー・ウィリアム・チャイルド・ヴィリアーズ(2015-)。